# Marvel M. Logan

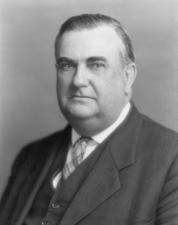
Marvel M. Logan

Marvel Mills Logan (* 7. Januar 1874 bei Brownsville, Edmonson County, Kentucky; † 3. Oktober 1939 in Washington, D.C.) war ein US-amerikanischer Politiker der Demokratischen Partei.
Marvel Logan wurde auf einer Farm in Kentucky geboren. Nach seiner Schulausbildung arbeitete er selbst zunächst zwei Jahre lang als Lehrer an einer Schule, ehe er eine Berufsschule für Lehrer leitete. Danach studierte er Jura und wurde 1896 in die Anwaltskammer aufgenommen. In seiner Heimatstadt Brownsville war Logan in der Folge als Jurist tätig und übernahm mit der Zeit auch öffentliche Ämter. So gehörte er zunächst dem Leitungsgremium der Stadt (Board of trustees) an. Später war er von 1902 bis 1903 Staatsanwalt des Edmonson County. 1912 wurde er stellvertretender Attorney General des Staates Kentucky. 1915 rückte er zum Attorney General auf, was er bis 1917 blieb. Von 1917 bis 1918 fungierte er als Vorsitzender der Steuerbehörde von Kentucky.
1918 zog Logan nach Louisville um, 1922 nach Bowling Green. Er arbeitete auch dort weiter als Jurist und gehörte mehreren staatlichen Behörden an, ehe er 1926 zum Richter am Appellationsgericht von Kentucky berufen wurde. Im Jahr 1931 hatte auch dessen Vorsitz als Chief Justice inne.
1930 wurde Marvel Logan als Demokrat in den US-Senat gewählt. Er trat sein Amt in Washington am 4. März 1931 an und verblieb dort nach einer Wiederwahl 1936 bis zu seinem Tod im Jahr 1939. Während dieser Zeit war er unter anderem Vorsitzender des Bergbauausschusses (Committee on Mines and Mining). 1933 stand er dem Unterausschuss vor, der vom Senat beauftragt worden war, Korruptionsvorwürfe zu untersuchen, die im Zusammenhang mit der Wahl von John H. Overton in den Senat aufgekommen waren. Dabei nahmen die Mitglieder des Ausschusses insbesondere die Aktivitäten von Huey P. Long ins Visier. Die von Logan geführte Untersuchung ergab, dass Wahlmanipulationen (unter anderem durch den Einsatz von Strohmannkandidaten) vorgenommen worden waren. Jedoch wurden keine weiteren Schritte gegen Overton eingeleitet.